# Рудник Чевљановићи
Рудник Чевљановићи су насељено мјесто у општини Илијаш, Босна и Херцеговина.

## Становништво
|        | 2013.      | 1991.      | 1981.      |
| Укупно | 0 (0,000%) | 0 (0,000%) | 0 (0,000%) |